# الإنترنت في المملكة المتحدة

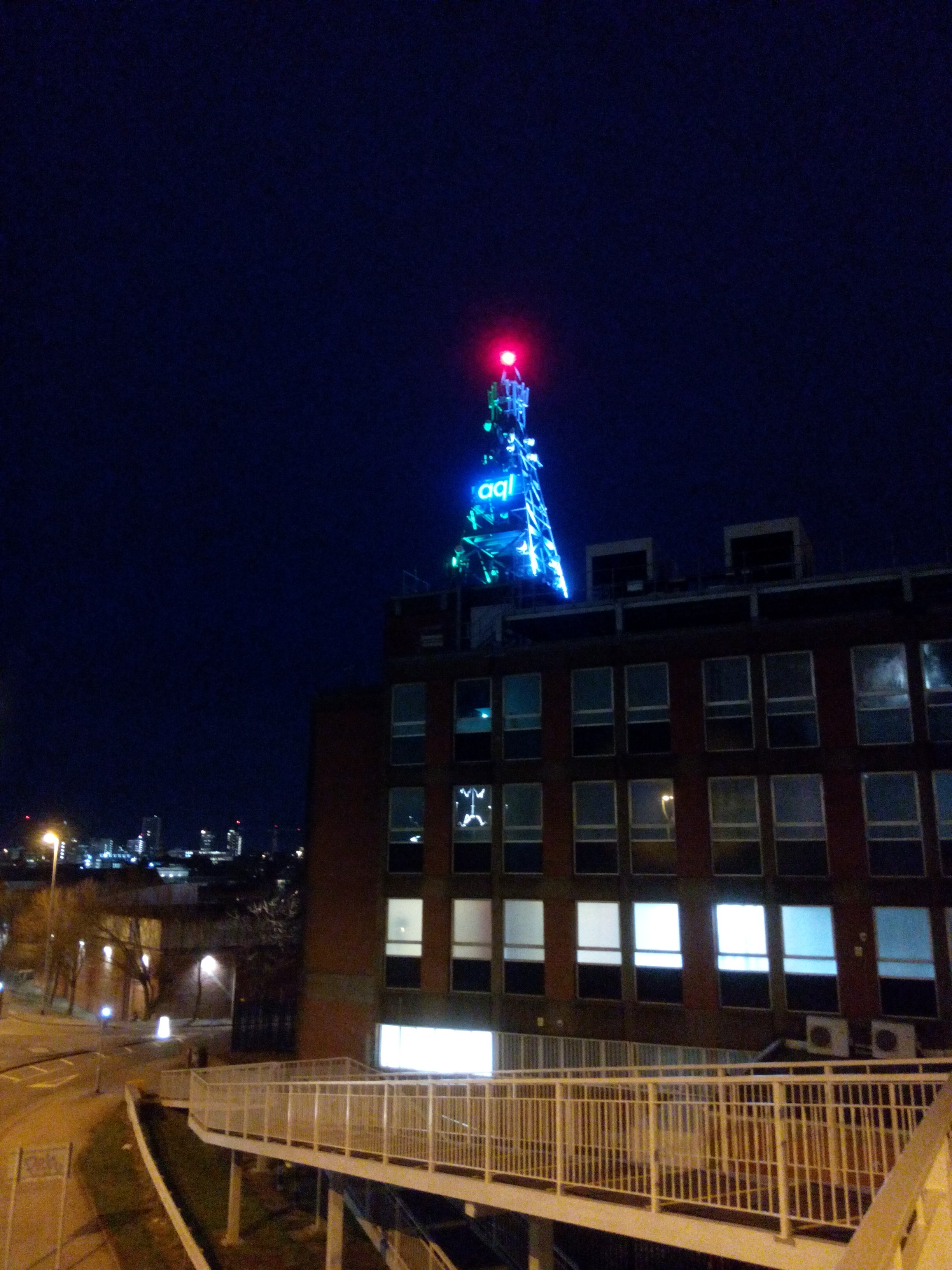
صاري في هانسليت، ليدز، يبث الإنترنت بصريًا من مكتب AQL في ليدز في كنيسة سالم القديمة إلى مبنى Greenhouse السكني.

كانت المملكة المتحدة مشتركة بشبكة الإنترنت طوال فترة تأسيسها وتطويرها. توفر البنية التحتية للاتصالات في المملكة المتحدة إمكانية الوصول إلى الإنترنت للشركات والمستخدمين المنزليين بطرق مختلفة، بما في ذلك الاتصال عبر الإنترنت عن طريق الكابلات (الأسلاك) وخط المشترك الرقمي (دي إس إل) والشبكات اللاسلكية والأجهزة المحمولة.
نمت حصة الأسر التي لديها إمكانية الوصول إلى الإنترنت في المملكة المتحدة من 9 في المئة في عام 1998 إلى 93 في المئة في عام 2019. تقريبًا جميع البالغين الذين تتراوح أعمارهم بين 16 و44 سنة في المملكة المتحدة كانوا مستخدمين للإنترنت (99%) في عام 2019، مقارنة مع 47% من البالغين الذين تتراوح أعمارهم بين 75 سنة وما فوق، وبشكل إجمالي، هي ثالث أعلى نسبة في أوروبا. المتسوقون عبر الإنترنت في المملكة المتحدة ينفقون على كل أسرة أكثر مما ينفقه المستهلكون في أي بلد آخر. كان عرض نطاق الحزمة لشبكة الإنترنت المتاح لكل مستخدم للإنترنت هو سابع أعلى نسبة في العالم في عام 2016، وكانت سرعات الاتصال بالإنترنت في المتوسط والذروة تصنف في الربع الأعلى في عام 2017.
نطاق المستوى الأعلى لرمز البلد للإنترنت (النطاق الأعلى في ترميز الدولة سي سي تي أل دي) للمملكة المتحدة هو دوت يو كي (.uk) وتديره شركة نومينيت.

## نبذه تاريخية
شاركت المملكة المتحدة في البحث والتطوير في تبديل الرزم (تقنية إرسال) والشبكات واسعة النطاق وبروتوكولات الإنترنت منذ نشأتها. كان تطوير هذه التقنيات دوليًا منذ البداية، على الرغم من أن الكثير من الأبحاث والتطوير التي أدت إلى الإنترنت كانت مدفوعة وممولة من الولايات المتحدة.

### السنوات الأولى للإنترنت
قدم كريستوفر ستراشي، الذي أصبح أول أستاذ للحساب في جامعة أكسفورد، طلب براءة اختراع للمشاركة الزمنية في عام 1959. نقل المفهوم إلى جوزيف ليكلايدر في مؤتمر رعاه اليونسكو حول معالجة المعلومات في باريس في ذلك العام (1959).
بعد لقائه مع ليكلايدر في عام 1965، استنبط دونالد ديفيس فكرة تبديل الرزم. قام هو وفريقه في المختبر الفيزياء الوطني بدور رائد في تنفيذ هذا المفهوم في شبكة محلية، وسميت شبكة مختبر الفيزياء الوطني (إن بّي إل)، التي عملت من 1969 إلى 1986، وأجروا اختبارات لتحليل ومحاكاة أداء شبكات تبديل الرزم. اعتُمدت أبحاثهم وتجاربهم من قبل أربانت في الولايات المتحدة، التي هي شبكة رائدة مهدت للإنترنت، وأثر على باحثين آخرين في المملكة المتحدة وأوروبا.
أدت مجموعة أبحاث بيتر كيرستين في كلية لندن الجامعية إلى واحدة من أولى الوصلات الدولية مع أربانت في عام 1973، إلى جانب الشبكة النرويجية المصفوفية لرصد الزلزال (نورسار) ومحطة تانوم الأرضية في السويد. شارك كيرستين في تأليف (مع فينت سيرف) واحدة من أهم الأوراق التقنية المبكرة حول مفهوم عمل الإنترنت في عام 1978. تبنت مجموعته البحثية في واي سي إل (كلية لندن الجامعية) حزمة بروتوكولات الإنترنت المعروفة ب (تي سي بي/أي بّي) (أو بروتوكول التحكم بالنقل/بروتوكول الإنترنت) في عام 1982، وذلك قبل عام من أربانت، ولعبت دورًا مهمًا في أقرب عمل تجريبي للإنترنت. تضمنت مجموعة كيرستين سيلفيا ويلبر التي برمجت الكمبيوتر المستخدم كعقدة محلية للشبكة.
استنادًا إلى البروتوكولات التي حددها المجتمع الأكاديمي في المملكة المتحدة في عام 1975، طور مكتب البريد للاتصالات السلكية واللاسلكية شبكة عامة لتبديل الرزم، وعرفت ب (إي بّي إس إس). كانت هذه أول شبكة عاملة بشكل عام (يديرها القطاع العام) لتبديل الرزم في العالم عندما بدأت العمل في عام 1977. استُبدلت بشبكة تدفق البيانات بتبديل الرزم في عام 1980. قدمت أربع شركات خدمات البريد الإلكتروني في بريطانيا في عام 1985، الذي مكن المشتركين من إرسال البريد الإلكتروني عبر روابط هاتفية أو شبكات البيانات مثل شبكة تدفق البيانات بتبديل الرزم.
أصبح عدد من الشبكات المحلية والبحثية في السبعينيات من القرن العشرين التي تخدم مجتمع مجلس أبحاث العلوم والهندسة يعرف ب إس آر سي نيت، التي سميت فيما بعد إس إي آر سي نيت. في أوائل الثمانينيات من القرن العشرين، بدأ جهد التوحيد المعياري والتوصيل البيني استنادًا إلى حزمة بروتوكولات إكس.25 (X.25). شكلت هذه الجهود شبكة جانت في عام 1984، وهي شبكة بحثية وأكاديمية عالية السرعة في المملكة المتحدة ربطت جميع الجامعات ومؤسسات التعليم العالي ومختبرات الأبحاث الممولة من القطاع العام. أسست هيئة الإذاعة البريطانية بي بي سي وصول إلى الإنترنت عبر جامعة برونيل في عام 1989. في عام 1991، تبنت جانت بروتوكول الإنترنت في الشبكة القائمة. في العام نفسه، أدخل داي ديفيس تقنية الإنترنت في العمود الفقري لشبكة عموم بلدان أوروبا، وعرفت بأوروبانيت، التي كان من المخطط لها بدايةً استخدام بروتوكول إكس.25.
حصل جون كروكروفت ومارك هاندلي على العديد من الجوائز لعملهما في تكنولوجيا الإنترنت في التسعينيات من القرن العشرين والألفينيات. كانت كارين بانكس رائدة في استخدام الإنترنت لتمكين النساء في جميع أنحاء العالم.

### شبكة عنكبوتية عالمية
في عام 1989، كتب تيم بيرنرز لي، الذي كان يعمل في سيرن في سويسرا، اقتراحًا «لقاعدة بيانات كبيرة للنص التشعبي الفائق مع روابط مطبوعة (ممكن كتابتها كرموز أو نص)». في العام التالي، استخدم لغة ترميز النص الفائق (إتش تي إم إل)، وهي لغة النص التشعبي، وبروتوكول نقل النص الفائق (إتش تي تي بّي)، وهو البروتوكول (المستخدم). أصبحت هذه المفاهيم نظام معلومات عالمي يُعرف باسم شبكة عنكبوتية عالمية (دبليو دبليو دبليو) (WWW)، فهي تتيح إنشاء المستندات للقراءة أو الوصول إلى الخدمات مع الربط بمستندات أو خدمات أخرى، يمكن الوصول إليها من خلال النقر على روابط النص التشعبي، الذي يتيح للمستخدم التنقل من وثيقة أو خدمة إلى أخرى. عملت نيكولا بيلو مع بيرنرز لي وروبرت كايلي في مشروع (دبليو دبليو دبليو) في سيرن.
طُورت خدمات التشبيك الافتراضي بين المملكة المتحدة والولايات المتحدة في أواخر عام 1990.
بدأت مجموعة بي تي استخدام (دبليو دبليو دبليو) في عام 1991 أثناء مشروع تعاوني يسمى برنامج تحالف أوراكل. تأسست في عام 1990 من قبل شركة أوراكل، ومقرها في كاليفورنيا، لتوفير المعلومات لشركائها من الشركات ومعلومات حول هؤلاء الشركاء. شاركت مجموعة بي تي في المشروع في مايو 1991. مشاركة الملفات كانت مطلوبة كجزء من البرنامج، وفي البداية، أُرسلت الأقراص المرنة عبر البريد. ثم في يوليو 1991 أُنجزت عملية الوصول إلى الإنترنت من قبل مهندسي الشبكة لمجموعة بي تي باستخدام شبكة تبديل رزم الخاصة بمجموعة بي تي. أُنشئت وصلة من إبسوتش إلى لندن للوصول إلى العمود الفقري للإنترنت. اكتملت عمليات نقل الملفات الأولى عبر واجهة نكست المستندة على (دبليو دبليو دبليو) في أكتوبر 1991.
بدأ تطوير محاولة مبكرة لتوفير الوصول إلى الويب على التلفزيون في عام 1995.